# Stammliste der Rurikiden
Stammliste der Rurikiden

## Von Rurik bis Wladimir Monomach
1. Rurik (auch Rjurik, ca. 830–ca. 879), Fürst von Nowgorod
  1. Igor, herrscht über Großfürstentum Kiew 912–945 verh. Olga „die Heilige“ (881–969), Regentin 945–959
    1. Swjatoslaw I. (942–972), 959–972 regierender Fürst von Kiew
      1. Jaropolk (um 958–980), 972–980 Fürst von Kiew, verh. mit einer Griechin, ermordet von seinem Bruder Wladimir
      2. Oleg, Herrscher der Drewljanen, 972 kurzzeitig Fürst von Kiew, 977 ermordet
      3. (illegitim, von Maluscha) Wladimir I. „der Große“ (960–1015), 972–980 Herrscher von Nowgorod, 980–1015 Fürst von Kiew, verh. mit Rogneda (gest. 1000), 
        1. Wyscheslaw, Herrscher von Nowgorod, starb vor 1014
        2. Swjatopolk I. (Russland) (978–1019), 1016–1019 Großfürst der Kiewer Rus, verh. mit Tochter des polnischen Fürsten Boleslaw I.
        3. Jaroslaw der Weise (979–1054), Herrscher von Nowgorod, 1019–1054 Großfürst von Kiew, verh. mit Ingigerd (1001–1050, Tochter von Olaf Skötkonung von Schweden) (Haus Estridsson)
          1. Wladimir II. Holti (1020–1052), Fürst von Weliki Nowgorod
          2. Elisabeth von Kiew, verh. mit Harald III. von Norwegen
          3. Anastasia von Kiew (1021–1096), verh. mit Andreas I. von Ungarn
          4. Isjaslaw I. (1024–1078), 1054–1073 und 1077–1079 Großfürst von Kiew, verh. mit Gertrude (Tochter von Mieszko II. Lambert von Polen)
            1. Jaropolk (um 1050–1086/87), 1078–1086 Fürst von Turow und Fürst von Wolhynien
            2. Swjatopolk II. (1050–1113), 1093–1113 Großfürst von Kiew, verh. 1094 mit Jelena Tugorkanowna, einer Tochter vom Kumanenkhan Tugorkan

          5. Swjatoslaw II. (1027–1076), verh. mit Tochter des Grafen Etheler von Dithmarschen, 1073–1076 Großfürst von Kiew
            1. Roman
            2. Oleg 
              1. Wsewolod II. (1104–1146), 1139–1146 Großfürst von Kiew
              2. Igor II. Olgowitsch, 1146–1147 Großfürst von Kiew

            3. Swjatoslaw (Fürst von Sverien und Czernichow)
            4. Jaroslaw (zu Czernichow) (1124–1129), Nachkommen: siehe unten
            5. David (in Smolensk)
              1. Isjaslaw (1159–1161)

          6. Wsewolod I. (1030–1093), verh. mit Irina (Tochter von Kaiser Konstantin IX.), 1078–1093 Großfürst von Kiew
            1. Wladimir Monomach (1053–1125), 1114–1125 Großfürst von Kiew

          7. Anna von Kiew (1024/35–1075/89), verh. mit Heinrich I.
          8. Igor Jaroslawitsch (?–1060), Fürst von Wladimir

        4. Boris (um 986–1015), Fürst von Rostow
        5. Gleb (um 987–1015), Fürst von Murom
2. Sineus ( –864), Herrscher über Bjelosersk
3. Truwor ( –864), Herrscher über Isborsk

verwandt
1. Oleg der Weise ( –912/922), Regent für Igor (879–912), Verwandtschaft unklar

## Nachkommen von Jaroslaw, Fürsten von Rjasan bis Iwan (1320–1328)
1. Jaroslaw (zu Czernichow) (1124–1129)
  1. Rostislaw, 1126–1161 Fürst zu Rjasan
    1. Gljeb, 1161–1177 Fürst zu Rjasan
      1. Igor, 1180–1194 Fürst zu Rjasan
        1. Gljeb, 1237–1258 Fürst von Rjasan
          1. Roman, 1258–1270 Fürst von Rjasan
            1. Constantin, 1270–1306 Fürst von Rjasan
              1. Jaroslaw, 1307–1320 Fürst von Rjasan
                1. Iwan, 1320–1328 Fürst von Rjasan

## Nachkommen von Jaroslaw, Fürsten von Rjasan von Iwan (1320–1328) bis Wassili (1448–1483)
1. Iwan, 1320–1328 Fürst von Rjasan
  1. Iwan Korotopol, 1328–1343 Fürst von Rjasan
    1. Oleg, 1343–1370 und 1395–1402 Fürst von Rjasan
      1. Feodor Olegowitsch, 1402–1434 Fürst von Rjasan
        1. Iwan Feodorewitsch, 1434–1456 Fürst von Rjasan
          1. Wassili Iwanowitsch (1448–1483), 1456–1483 Fürst von Rjasan, zunächst unter Vormundschaft von Großfürst Wassili II.
            1. Iwan Wassiliewitsch, 1483–1500 Fürst von Rjasan
              1. Iwan Iwanowitsch, 1500–1517 Fürst von Rjasan, vertrieben

## Von Wladimir Monomach bis Michail
1. Wladimir Monomach (1053–1125), Großfürst von Kiew 1113–1125 ⚭ 1) Gytha von Wessex (Tochter von Harald II.) 2) byz. Prinzessin 3) ?
  1. Mstislaw I. „der Große“ (1076–1132), Großfürst von Kiew 1125–1132 ⚭ 1) Christina Ingesdotter von Schweden (Tochter von Inge I.)
    1. Ingeborg ⚭ Knud Lavard (Haus Estridsson)
    2. Malfrida ⚭ 1) Sigurd I. von Norwegen 2) Erik II. von Dänemark (Haus Estridsson)
    3. Eupraxia († 1136) ⚭ Alexios Komnenos von Byzanz (ält. Sohn von Johannes II.)
    4. Wsewolod († 1138), Fürst von Nowgorod 1117–1136, Fürst von Pskow 1137–1138
    5. Isjaslaw II., Großfürst von Kiew 1146–1154 ⚭ 1) Tochter von Konrad III. (HRR) ?
      1. Mstislaw II. ( –1170), Großfürst von Kiew 1167–1169 ⚭ Agnes von Polen (Tochter von Bolesław III. Schiefmund)
        1. Roman „der Große“ von Lodomerien (1170–1205), Fürst von Wladimir und Galitsch (Halytsch) ⚭ 2) Anna von Byzanz
          1. Vasilko
          2. Daniel (1201–1264), 1205–1206 und ab 1212 Fürst von Wladimir und Galitsch, 1253–1266 König von Halitsch-Wolhynien ⚭ 1) Anna von Nowgorod
            1. Leo I. (Lev) (1228–1301), Fürst von Halitsch-Wolhynien 1293–1301 ⚭ Konstanze von Ungarn, Tochter von Béla IV. (Ungarn)
              1. Juri I. (Georg), 1301–1308/16 König von Halitsch-Wolhynien
                1. Andreas, 1316–1323 König von Halitsch-Wolhynien, Halitsch-Wolhynien fällt nach seinem Tod an Boleslaw von Masowien
                2. Anastasia ⚭ Alexander Michailowitsch

            2. Roman (1230–1261), Fürst von Schwarzruthenien ⚭ Gertrud von Babenberg
            3. Mstislaw
            4. Švarno († um 1269), Großfürst von Litauen 1267–1269 ⚭ Tochter von Mindaugas I. von Litauen

    6. Swjatopolk († 1154), Fürst von Pskow 1138–1140, Fürst von Nowgorod 1142–1148, Fürst von Wolhynien 1148–1154 ⚭ Euphemia von Mähren (Tochter von Otto II.)
    7. Rostislaw (1110–1167), 1125–1160 Fürst von Smolensk, 1153 Fürst von Nowgorod, 1154 und 1159–1167 Großfürst von Kiew
    8. Rogneda ⚭ Jaroslaw von Wolhynien
    9. Marija Mstislawna ⚭ Wsewolod II. von Kiew
    10. Xenia ⚭ Brjatscheslaw von Isjaslawl
    11. Euphrosyne ⚭ Géza II. von Ungarn
    12. Wladimir II. († 1171), Großfürst von Kiew 1167 und 1171

  2. Isjaslaw (1077–1096), Fürst von Kursk, Murom
  3. Swjatoslaw (um 1080–1114), Fürst von Smolensk, Perejaslaw
  4. Jaropolk II. (1082–1139), 1132–1139 Großfürst von Kiew
  5. Wjatscheslaw I. (1083–1154), Großfürst von Kiew 1139, 1150, 1151–1154
  6. Juri Dolgoruki (1090–1157), Fürst von Rostow, 1149–1151 und 1155–1157 Großfürst von Kiew, Gründer Moskaus ⚭ 1) Anna (kyptschakische Prinzessin) 2) Helena? von Byzanz
    1. Rostislaw ()
    2. Andrei Bogoljubski („der Fromme“) (1111–1174), 1157–1174 Großfürst von Kiew
    3. Wsewolod III. „großes Nest“ (1154–1212), Großfürst von Wladimir ⚭ 1) Maria von Ossetien
      1. Konstantin „der Weise“ (1185–1218), 1212–1218 Großfürst von Wladimir ⚭ Agafia von Smolensk
        1. Wasilko (1217–1238), Fürst von Rostow ⚭ Maria von Tschernigow
        2. Wsewolod (1218–1238), Fürst von Jaroslawl
        3. Wladimir (1229–1249), Fürst von Uglitsch

      2. Juri II. (1188–1238), 1218–1238 Großfürst von Wladimir
        1. Wsewolod (1212–1237), Fürst von Nowgorod
        2. Mstislaw (1218–1238)
        3. Wladimir († 1238), Fürst von Moskau
        4. Dobrova († 1265)

      3. Jaroslaw II. Wsewolodowitsch (1190–1246), Großfürst von Kiew 1236–1238, Großfürst von Wladimir 1238–1246 ⚭ 3) Theodosia von Rjasan
        1. Alexander Newski (1220–1263), Fürst von Nowgorod 1236–1240, Großfürst von Kiew 1246–1263, Großfürst von Wladimir 1252–1263 ⚭ Alexandra von Polozk
          1. Dimitrij I. (1250–1294), seit 1258 Fürst von Nowgorod, 1276–1281 und 1283–1293 Großfürst von Wladimir
          2. Andrej III., 1281–1283 und 1293–1303 Großfürst von Wladimir
          3. Daniil (* 1261; † 4. März 1303) Nachkommen: siehe unten

        2. Andrej II. (1221?–1264), Fürst von Susdal 1246–1264, Großfürst von Wladimir 1248–1252 ⚭ Dobroslava von Halitsch
        3. Michail († 1248), Fürst von Moskau 1246–1248, Großfürst von Wladimir 1248
        4. Jaroslaw III. Jaroslawitsch (1230–1272), Großfürst von Twer 1247–1271, Fürst von Nowgorod 1264–1271, Großfürst von Wladimir 1264–1272
          1. Michail (1271–1318), Großfürst von Twer 1285–1318, Großfürst von Wladimir 1304–1318 ⚭ Anna von Rostow
            1. Dmitri II. (1299–1326), Großfürst von Twer 1318–1326, Großfürst von Wladimir 1322–1326 ⚭ Marija von Litauen, Tochter von Gediminas
            2. Alexander Michailowitsch (1301–1339), Großfürst von Twer 1326–1328 und 1337–1339, Großfürst von Wladimir 1326–1328 ⚭ Anastasia von Galizien, Tochter von Juri I. (siehe oben)
              1. Wsewolod († 1364), Großfürst von Twer 1346–1348
              2. Uljana († 1391) ⚭ Algirdas, Großfürst von Litauen

        5. Konstantin († 1255), Fürst von Dmitrow-Galitsch
        6. Wassili (1241–1276), Fürst von Nowgorod 1273–1276, 1272–1276 Großfürst von Wladimir

      4. Swjatoslaw III. (1196–1252), Großfürst von Wladimir 1246–1248
      5. Iwan (1198–1246?), Fürst von Starodub-Kljasma 1237–1247

  7. Roman († 1119), Fürst von Wolhynien 1117–1119
  8. Andrei (1102–1142), Fürst von Wolhynien 1119–1135, Fürst von Perejaslaw 1135–1142
  9. Mariza Wladimirowna (1104–1146) ⚭ byz. Thronprätendent
  10. Sofia (Eufemija; † 1139) ⚭ Koloman I. von Ungarn
  11. Agafia ⚭ Wsewolodko von Grodno

## Von Daniil bis Fjodor I.
1. Daniil
  1. Juri I. (?–1325), 1303–1325 Fürst von Moskau, 1318–1322 Großfürst von Wladimir
  2. Iwan I. Kalita (1288–1341), 1325–1341 Fürst von Moskau, 1328–1341 Großfürst von Wladimir
    1. Simeon Iwanowitsch (1316–1353), 1341–1353 Fürst von Moskau und Großfürst von Wladimir
    2. Iwan II. (?–1359), 1353–1359 Fürst von Moskau und Großfürst von Wladimir
      1. Dmitri Donskoi (1350–1389), 1359–1389 Großfürst von Moskau
        1. Wassili I. (1371–1425), 1389–1425 Großfürst von Moskau
          1. Wassili II. (1415–1462), 1425–1462 Großfürst von Moskau
            1. Iwan III. (1440–1505), 1462–1505 Großfürst von Moskau, Zar von Russland
              1. Helena von Moskau (1476–1513) ⚭ Großfürst Alexander (Polen) (1461–1506)
              2. Iwan († 1490)
                1. Dmitri

              3. Wassili III. (1479–1533), 1505–1533 Großfürst von Moskau, Zar von Russland
                1. Iwan IV. „der Schreckliche“ (1530–1584), 1533–1584 Zar von Russland, ⚭ 1547 Anastasia Romanowna († 1560) siehe Stammliste des Hauses Romanow
                  1. Anna (1549–1550)
                  2. Maria (1551)
                  3. Dmitri (1552–1553)
                  4. Iwan (1554–1581)
                  5. Jewdokija (1556–1558)
                  6. Fjodor I. (1557–1598), 1584–1598 Zar von Russland
                    1. Fedossuja (1592–1593)

                  7. Wassili (1563)
                  8. Dmitri Iwanowitsch (Zarewitsch) (1582–1591)